# Limpopoacris
Limpopoacris is een geslacht van rechtvleugeligen uit de familie Lentulidae. De wetenschappelijke naam van dit geslacht is voor het eerst geldig gepubliceerd in 2011 door Brown.

## Soorten
Het geslacht Limpopoacris  is monotypisch en omvat slechts de volgende soort:
- Limpopoacris obeliscata (Brown, 2011)